# Theronia flava
Theronia flava là một loài tò vò trong họ Ichneumonidae.